# Air People International
Air People International (thailändisch เอพีไอคาร์โกแอร์ไลน์) ist eine thailändische Frachtfluggesellschaft mit Sitz in Bangkok und Basis auf dem Flughafen Bangkok-Suvarnabhumi.

## Geschichte
Air People International wurde 1986 als Agentur zur Vermittlung von Frachtflügen gegründet. 
2003 nahm sie dann selbst den Flugbetrieb mit einer Antonow An-12 auf. 2007 bestand die Flotte bereits aus drei An-12.

## Flotte
Mit Stand September 2016 besitzt Air People International keine eigenen Flugzeuge. In der Vergangenheit wurden Antonow An-12 betrieben.